# Урбеч

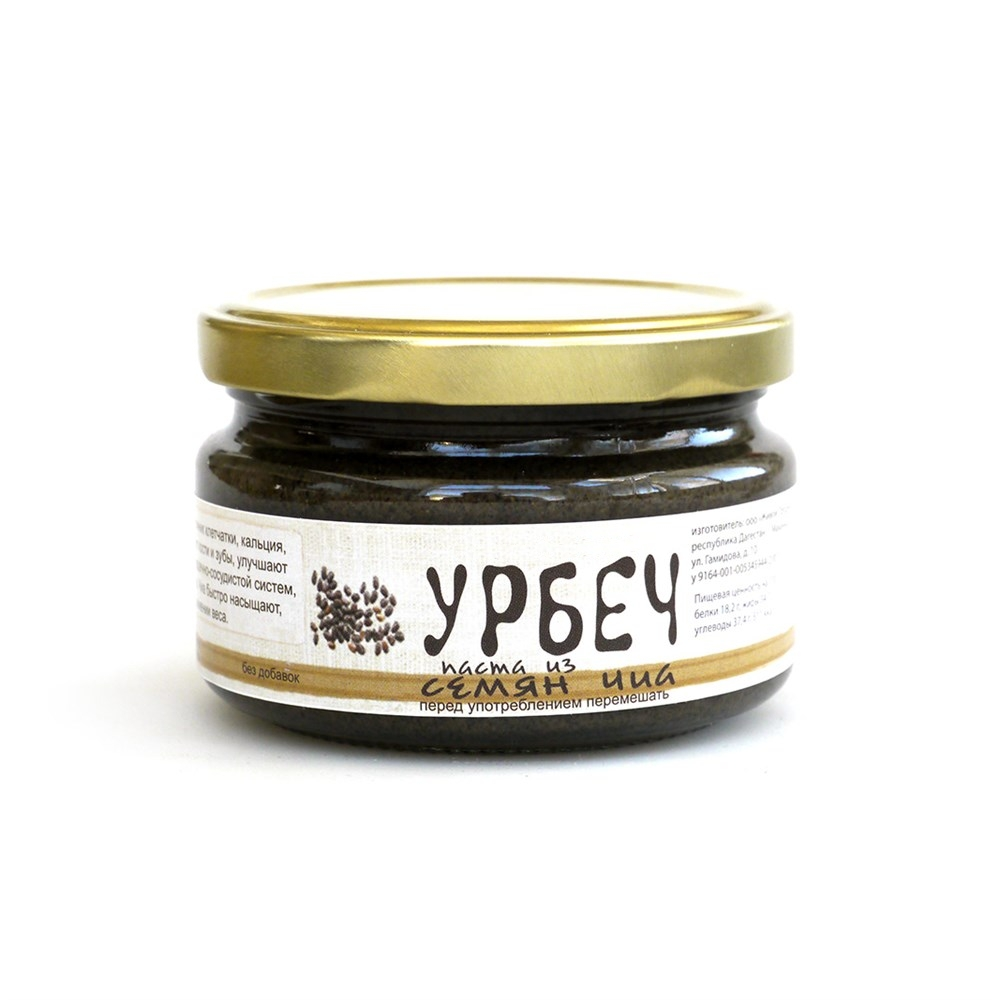
Урбеч

Урбе́ч (кум. урбеч, ср. дарг. урбеш, ав. урба́, лакськ. турт, лезгин. кӏепІ, чеч. воьт) — густа тягуча масляниста маса, що отримується з розтертого підсмаженого або просто висушеного насіння льону, конопель, соняшнику, гарбузу, абрикосових кісточок або горіхів. У традиційній кухні народів Дагестану використовується для приготування однойменної солодкої страви (з медом і маслом), як живильний засіб для підтримки сил, при лікуванні хвороб.

## Застосування

### Солодка страва
Для приготування солодкої страви урбеч змішують з медом і розтопленим вершковим маслом. Пропорції урбеч/масло/мед приблизно рівні, регулюються за смаком. Отриману страву їдять в рідкому вигляді як солодке (зазвичай з водою або чаєм), приправляють ним каші, або охолоджують в холодильнику і їдять, намазуючи на хліб.

### Поживний та тонізуючий засіб
Урбеч використовується не тільки як ласощі, але і як поживний і тонізуючий засіб. Хліб з урбечем і водою дозволяє швидко відновити сили і легко переносити великі фізичні навантаження в гірських умовах.

## Приготування
Смажене або просто висушене насіння конопель, льону, соняшнику або абрикосові кісточки (окремо або в суміші) перетирають до виділення олії і отримання густої рідкої маси. Вважається, розтирати насіння найкраще кам'яними млиновими колами, щоб вони не перетворилися просто в порошок, а виділили власне олію. 

## Етимологія
Слово урба - мелене лляне насіння, урбеч на мовах народів Дагестану, є тюркським запозиченням. Найбільш імовірним джерелом послужило тюркське слово ячмінь, пор. чуваське урба, кумицьке арпа та ін .; судячи за формою слова в дагестанських мовах, воно може бути булгаризмом. У тюркських мовах є і близьке по звучанню, але етимологічно, швидше за все, неродинне слово зі значенням 'грубе борошно', пор. кумицьке урпа та ін.